# Танец дьявола
- Не следует путать с Диаблада

«Танец дьявола» — российский фильм-балет 1992 года режиссёра Олега Григоровича.

## Сюжет
Фильм-балет по повести Н. В. Гоголя «Вий».
Постановка балетмейстера Леонида Лебедева на музыку Геннадий Гладкова в исполнении артистов балета Михайловского театра.

## В ролях
- Елена Гринёва — Панночка
- Рашид Мамин — Хома
- Гали Абайдулов — отец панночки

А также Андрей Кулигин, Игорь Соловьёв, Светлана Орлова и другие.

## Фестивали и награды
- Главный приз кинофестиваля «Литература и кино» (1995, Гатчина)[1]

## Критика
Высокую оценку получила работа исполнительницы главной партии балерины Елены Гринёвой:

Балетмейстер Л. Лебедев высмотрел в кордебалете невысокую, тоненькую девушку с иконописным лицом, угадав в ней человеческую и актерскую незаурядность. И не ошибся: овладев его изощренной пластикой, танцовщица научилась передавать философский смысл лучших работ хореографа. Недаром именно Гриневой доверил Лебедев центральную роль в т/ф «Танец дьявола».— Петербургский балет, 1903—2003 / Арсен Деген. — СПб., 2003

Вот Гринева — Панночка в балете Леонида Лебедева по повести Гоголя «Вий». Юная ведьмочка с личиком ангела, демон с невинной улыбкой на губах — Гринева «вытаскивает» на поверхность самую суть гоголевского образа. Ее Панночка — злобная виллиса, одержимая потусторонними силами, и в то же время — юная, непорочная, даже в смерти прекрасная девушка. В единый миг ангельский лик оборачивается уродливой бесовской личиной.— Петербургский театральный журнал, 2006